# Fritz Ruß
Friedrich „Fritz“ Ruß (alternative Schreibweise Fritz Russ; * 31. März 1864 in Wien, Kaisertum Österreich; † 18. April 1934 in Berlin) war ein österreichischer Theater- und Filmschauspieler beim deutschen Stummfilm.

## Leben und Wirken
Ruß stand bereits im Alter von acht Jahren mit Kinderrollen auf der Bühne, in Wiens Theater in der Josefstadt. Noch im selben Jahre 1872 gastierte er mit einer speziellen Kindertruppe erstmals in Deutschland und bereiste Berlin, Leipzig, Dresden, München sowie das im k.u.k.-Reich gelegene Prag. Mit 18 Jahren trat Fritz Ruß als Profischauspieler sein erstes Festengagement an und spielte am Wiener Volkstheater an der Seite von Rudolf Schildkraut. Nach zwei Jahren dort wurde er zum Militär eingezogen und diente dort die damals üblichen drei Jahre. In dieser Zeit wurde er auch für Darbietungen an den kaiserlichen Hof abkommandiert und sang vor Kaiser Franz-Joseph und dessen Sohn Kronprinz Rudolf von Habsburg. Als Begleitung konnte Ruß auf Operetten- und Walzerkönig Carl Michael Ziehrer zurückgreifen. 
Wieder zurück im Zivilleben, wurde Ruß nach Pressburg (heute: Bratislava) geholt wo er den jungen Max Reinhardt kennen lernte. Schließlich erhielt Fritz Ruß zur Jahrhundertwende sein erstes Berliner Festengagement, das ihn ans Metropol-Theater der deutschen Hauptstadt brachte. Dabei trat er in musikalischen Stücken à la “Die Rose von Stambul” auf und spielte zumeist komische Chargen. Weitere Berliner Theater, an denen Ruß in der Folgezeit wirkte, waren das Trianon-Theater, das Lessing-Theater und das Kleine Theater.
Noch vor dem Ersten Weltkrieg stieß Fritz Ruß zum Film und wurde anfänglich vor allem von Harry Piel besetzt, im Laufe des Ersten Weltkriegs griff auch Franz Hofer auf Russ zurück. 1919 spielte er den Leibfiaker Bratfisch in Rolf Randolfs umstrittenen Mayerling-Film, zu Beginn der 1920er Jahre arbeitete Russ erneut mit Piel zusammen. Mit der Rolle eines Clowns in einem Zirkusdrama beendete Fritz Russ im Winter 1927/28 seine Kinotätigkeit.

## Filmografie
- 1913: Menschen und Masken
- 1915: Das verschwundene Los
- 1915: Das Geheimnis von D 14
- 1915: Ein verliebter Racker
- 1915: Der rote Faden
- 1916: Das Waisenhauskind
- 1916: Wir haben’s geschafft
- 1917: Fräulein Pfiffikus
- 1917: Die Nichte aus Amerika
- 1918: Leutnant Mucki
- 1918: Das Patschuli-Mäuschen
- 1919: Kronprinz Rudolph oder: Das Geheimnis von Mayerling
- 1919: Pogrom
- 1919: Die Apachen
- 1920: Die Hand des Würgers
- 1920: Der Schwarm der höheren Töchter
- 1921: Der Reiter ohne Kopf
- 1921: Der Fürst der Berge, zwei Teile
- 1921: Lotte Hagedorn
- 1922: Du Mädel vom Rhein
- 1922: Am Brunnen vor dem Tore
- 1922: Das schwarze Kuvert
- 1923: Der rote Faden
- 1923: Ich hatt’ einen Kameraden
- 1924: Die Heimatlosen
- 1924: Garragan
- 1925: Die Straße des Vergessens
- 1925: Des Lebens Würfelspiel
- 1927: Der Sträflingskavalier
- 1927: Elternlos
- 1927: Bezwinger der 1000 Gefahren
- 1928: Die letzte Galavorstellung des Zirkus Wolfsohn